# Thunderbolt (veicolo da record)
Il Thunderbolt è stato un veicolo da record di velocità costruito nel 1937 dalla britannica Bean Cars per George Eyston. Conquistò tre record di velocità terrestre tra il 1937 e il 1938. Fu il primo veicolo terrestre a superare la velocità di 500 km/h.

## Caratteristiche tecniche
Il veicolo era dotato di una coppia di motori aeronautici Rolls-Royce R-type V-12, già utilizzati singolarmente nel Blue Bird di Malcolm Campbell del 1933. In effetti, uno dei motori di riserva di Eyston per i tentativi di record era stato prestato da Campbell. Questi motori furono costruiti in numero limitato (circa 20) e molti di essi ebbero una carriera illustre nel corso di diversi record. Uno di quelli del Thunderbolt era già stato utilizzato sull'idrovolante vincitore della Coppa Schneider. Ogni motore aveva una capacità di 36,5 litri, era sovralimentato e aveva una potenza di 2.350 CV (1.752 kW). Gestire tutta questa potenza attraverso un unico asse motore richiese l'utilizzo di materiali innovativi oltre al raffreddamento ad acqua della trasmissione completa.
Il telaio e la carrozzeria furono costruiti presso gli stabilimenti Bean di Tipton.[2] Vi erano tre assi e otto ruote. I due assi anteriori erano sterzanti e di carreggiata diversa, in modo che ogni pneumatico corresse su una superficie pulita anziché seguire un solco. L'asse posteriore utilizzava pneumatici gemellati per ridurre il carico su di essi, una tecnica già utilizzata dal Bluebird. Il telaio era rivestito da pannelli color argento lucido di Birmabright, una nuova lega di alluminio. La carrozzeria non ebbe la raffinatezza aerodinamica della Railton Special e aveva un aspetto decisamente massiccio. La parte posteriore era costituita da una grande coda triangolare, con ai lati una coppia di aerofreni ad attivazione idraulica.
Nella prima versione era presente una grande presa d'aria di raffreddamento nella parte anteriore, sostituita da una presa ovale più piccola per la stagione 1938. Un altro miglioramento per il secondo tentativo fu la verniciatura di una freccia nera opaca sulla fiancata della vettura. Durante i primi tentativi la nuova apparecchiatura di cronometraggio fotoelettrica non era riuscita a rilevare la carrozzeria in alluminio lucido contro il sale bianco brillante.
Ulteriori modifiche per i tentativi del 1939 consisterono nel raffreddamento assicurato da un serbatoio di ghiaccio fondente anziché da un radiatore e un muso arrotondato chiudeva la precedente presa d'aria del radiatore; la pinna stabilizzatrice era stata rimossa.

## I record
Tra il 1937 e il 1939 la competizione per il record di velocità terrestre fu tra due inglesi: Il Capitano Eyston e John Cobb. Il primo record del Thunderbolt di Eyston fu stabilito a 312,00 mph (502,12 km/h) il 19 novembre 1937 sul deserto salato di Bonneville. Nel giro di un anno il Thunderbolt tornò con un'aerodinamica migliorata e portò il suo record a 345,50 mph (556,03 km/h) il 27 agosto 1938.
Questo record rimase in piedi solo per poche settimane, prima che la Railton Special di John Cobb infrangesse la barriera delle 350 miglia orarie (560 km/h) e la portasse a 353,30 miglia orarie (568,58 km/h) il 15 settembre 1938, sotto gli occhi di Eyston. Questo lo spinse a portare il Thunderbolt il giorno successivo a un nuovo record di 357,50 mph (575,34 km/h). Cobb aveva detenuto il record per meno di 24 ore.
Eyston e il Thunderbolt mantennero il record per quasi un anno, fino a quando Cobb lo conquistò nuovamente alla velocità di 369,70 mph (594,97 km/h) il 23 agosto 1939. Questo fu l'ultimo tentativo di record prima dello scoppio della Seconda Guerra Mondiale. Anche se Cobb tornò dopo la guerra e sviluppò ulteriormente la sua auto per superare le 400 miglia orarie (640 km/h), la Thunderbolt non tentò mai più il record.
Il Thunderbolt fu esposto nel padiglione britannico alla New Zealand Centennial Exhibition del 1939-40 e girò la Nuova Zelanda anche durante la Seconda Guerra Mondiale, ma rimase distrutto da un incendio doloso in un magazzino di Wellington.